# Artemis Orthias helgedom
Artemis Orthias helgedom var en religiös helgedom, tillägnad gudinnan Artemis i Sparta. Helgedomen var i bruk från åtminstone 900-talet f.Kr. fram till att religionsfriheten avskaffades i romarriket efter kristendomens införande på 300-talet. Det var en av det antika Spartas viktigaste helgedomar och centrum för en kult kring övergången från barndom till vuxendom samt mognadsriter för både kvinnor och män. 
Helgedomen har varit föremål för omfattande arkeologiska utgrävningar. 